# Andrej Bujvolov
Andrej Valer'evič Bujvolov (in russo Андрей Валерьевич Буйволов?; Balachna, 12 gennaio 1987) è un ex calciatore russo, di ruolo difensore.

## Carriera
Ha giocato nella prima divisione dei campionati russo e kazako.